# Ixerbaceae
Ixerbaceae is een botanische naam, voor een familie van tweezaadlobbige planten. Een familie onder deze naam wordt zelden erkend door systemen van plantentaxonomie, maar wel door het APG-systeem (1998) en het APG II-systeem (2003).
Deze plaatsen de familie niet in een orde. De APWebsite plaatste haar eerst (10 dec 2006) in de orde Crossosomatales, maar bleek later (24 juli 2009) de familie niet meer te erkennen en de betreffende planten in te voegen bij de familie Strasburgeriaceae.
Indien erkend, gaat het om een heel kleine familie van één soort, die voorkomt in Nieuw-Zeeland.